# 藏扎寺
藏扎寺，位于西藏自治区日喀则地区康马县，是一座藏传佛教格鲁派寺院。

## 简介
藏扎寺位于西藏自治区日喀则地区康马县，为藏传佛教寺院。19世纪初，阿旺顿珠创建该寺，为江孜白居寺的分寺，属格鲁派。
藏扎寺占地面积大约600平方米，包括殿堂及庭院。殿堂高4层，下部前面是经堂，面阔4柱，中间的4根长柱撑起天窗。经堂后部正中央是佛殿，两侧是库房。大殿二层在文化大革命中被毁。现今者为1986年之后重建，重修之后占地面积1197平方米，其南面是寺庙主持喇嘛的卧室，东面是护法神殿，西面是卓玛拉康。
1998年，该寺被康马县人民政府定为康马县文物保护单位。